# Yatego
Yatego ist ein Online-Marktplatz, auf dem Händler über eine zentrale Plattform Produkte verkaufen können. Jeder Händler hat einen eigenen Verkaufsbereich, der in die Yatego-Plattform integriert ist. Damit ist es Kunden möglich, mit einer zentralen Anmeldung bei Yatego bei allen dort vertretenen Händlern online einzukaufen.

## Entwicklung
Die Yatego GmbH wurde im März 2003 von Michael Ollmann und Stephan Peltzer gegründet, die Website ging im Juni 2003 online.
Herr Ollmann ist im November 2012 aus dem Unternehmen ausgeschieden.
Mehrheitsgesellschafter von Yatego ist seit 1. Januar 2011 die Acton Capital Beteiligungsgesellschaft.
Bei Eröffnung der Verkaufsplattform hatte Yatego rund 100 Händler.
| Monat/Jahr | Händler | Produkte    |
| ---------- | ------- | ----------- |
| 04/2003    | ca. 200 | ca. 400.000 |
| 04/2004    | 612     | 586.508     |
| 04/2005    | 1.226   | 948.639     |
| 04/2006    | 1.982   | 1,34 Mio    |
| 04/2007    | 4.086   | 1,81 Mio    |
| 04/2008    | 5.613   | 2,1 Mio     |
| 04/2009    | 7.278   | 2,6 Mio     |
| 04/2010    | 8.548   | 3,1 Mio     |
| 04/2011    | 10.200  | 3,7 Mio     |

Laut Nielsen NetRatings wuchs die Reichweite von Yatego im Jahre 2006 um 137 %.
Yatego war einer der Gewinner des Jobmotor 2008 da das Unternehmen trotz Wirtschaftskrise einen starken Mitarbeiterzuwachs hatte. Unternehmen, die für den Jobmotor nominiert sind, werden in drei Kategorien eingeteilt: Unterschieden wurde zwischen kleinen (bis 20 Beschäftigte), mittleren (20 bis 200 Mitarbeiter) und größeren (mehr als 200 Beschäftigte) Firmen. Yatego gewann den 1. Platz der mittleren Kategorie.
Laut aktuellen Angaben von yatego boten 2015 7.000 Shops ihre Produkte über yatego an.

## Abwicklung und Funktionen

### Suche
Alle Produkte sind in Kategorien mit einer maximalen Tiefe von drei Ebenen (Ober-, Mittel- und Unterkategorie) recherchierbar.
weitere Suchmöglichkeiten:
- Markensuche – Produkte nach Marken
- Themenwelt – Produkte nach bestimmten Themen wie z. B. Fasching oder Hochzeit
- Shopsuche – Auflistung der Händler innerhalb von Yatego

### Vermittlerrolle
Yatego nimmt bei einer Bestellung die Funktion des Vermittlers ein. Für Käufer besteht die Möglichkeit, zwischen Schnellbestellung und Kundenkonto („MyYatego“) zu wählen.

### Abwicklung
Nach der Bestellung erfolgt die Zahlung direkt an den Händler. Die Zahlungsmöglichkeiten können je nach Händler variieren. Yatego unterstützt folgende Zahlungsarten:
- PayPal
- Vorauskasse/Überweisung
- Rechnung
- Nachnahme
- Kreditkarte
- Bankeinzug
- Barzahlung bei Abholung
- SOFORT Überweisung

Die Bereitstellung erfolgt über die Zahlungsdienstleister: PayPal, secuepay und SOFORT Überweisung.
Der Versand erfolgt ausschließlich durch den Händler, bei dem ein Produkt gekauft wurde. Auch die Versandkosten variieren bei den unterschiedlichen Händlern.

### Kooperationen/Anbindungen
Yatego verfügt über Kooperationen mit dem Treuhandservice iClear und dem EHI Retail Institute. Weiterhin wird die Möglichkeit geboten, Artikeldaten zu verschiedenen Preisvergleichsportalen, wie zum Beispiel Google Produktsuche, Kelkoo und Milando zu exportieren.
Neben menügeführter Anlage neuer Artikel sowie manuellem Import in der Shop-Administration wird die Übertragung zu Yatego von unterschiedlichen Shopsystemen, teilweise durch andere Anbieter, unterstützt. Hierzu gehören verbreitete Systeme wie Xt:Commerce, OsCommerce, OXID eSales, plentymarkets, Afterbuy (über PX Webdesign) und JTL-Warenwirtschaft.
Für den automatischen Abgleich der Bestellungen verfügt Yatego über Schnittstellen zu Anbietern wie Afterbuy, AuktionMaster, OXID eSales, plentyMarkets und DreamRobot. Außerdem gibt es eine von Yatego zertifizierte Bestellanbindung zum Online-Warenwirtschaftssystem von Actindo. Des Weiteren können die Bestelldaten auch im CSV-Format abgerufen oder per POST zur Weiterverarbeitung gesendet werden.
Yatego nutzt eine Kooperation mit dem Rechtstextdienstleister Protected Shops. Yatego-Händler können so die Rechtstexte für ihren Yategoshop automatisch beziehen.
Zwischen dem Versanddienstleister DHL und Yatego besteht eine Kooperationsvereinbarung. Dies ermöglicht Yatego-Händlern den Artikelversand zu Sonderkonditionen. Die Versandetiketten können dabei direkt aus dem Administrationsbereich erstellt werden.
Die richtige Zuordnung der Artikel in Kategorien erfolgt bei Yatego größtenteils automatisch. Eine Nachkontrolle wird manuell vorgenommen. Zur Aufnahme bei Yatego benötigen Händler einen Gewerbenachweis. Bei Anfragen größerer Shops ist eine Qualitätsprüfung obligatorisch.

## Auszeichnungen/Nominierungen
- Job-Motor 2008 (Handwerkskammer bzw. Industrie- und Handelskammer Freiburg und Konstanz und  Wirtschaftsverband Industrieller Unternehmen Baden (wvib))
- Unternehmen des Monats September (Wirtschaftsförderungsgesellschaft Schwarzwald-Baar-Heuberg mbH)[5]
- zweiter Platz beim Lea-Mittelstandspreis für soziale Verantwortung (Caritas/Wirtschaftsministerium Baden-Württemberg)[6]
- Preisträger beim Ausbildungs-Ass 2009 (Wirtschaftsjunioren Deutschland)[7]
- Finalist beim Großen Preis des Mittelstandes 2010 (Oskar-Patzelt-Preis)[8]
- Finalist beim „Entrepreneur des Jahres 2011“[9]

## Engagements
Für den EinzelhandelYatego unterhält Verbindungen zu öffentlichen Einrichtungen wie der Wirtschaftsförderung und der IHK. Im September 2009 erörterten Baden-Württembergs Wirtschaftsminister Ernst Pfister und Yatego das gemeinsame Ziel, den stationären Einzelhandel zu stärken.
Gegen AbmahnungenAls Reaktion auf die Abmahnwelle im Onlinehandel richtet Yatego im Mai 2007 eine Schiedsstelle für den fairen Onlinehandel zwischen Yatego Händlern ein. Auch Käufer können sich bei etwaigen Problemen an diese Schiedsstelle wenden.

## In den Medien
- Yatego als aufstrebendes mittelständisches Unternehmen und regionaler Arbeitgeber findet in der lokalen Presse regelmäßig großes Echo[13][14][15][16][17].

- Über die Auszeichnung Yategos als Unternehmen des Monats September informierte Radio 7[18].

- Yatego als etablierte Online-Plattform tritt vorwiegend im Internet, d. h. etwa in Online-Artikeln in Erscheinung[19][20][21][22][23][24]. Mediales Echo findet sich auch in Printmedien wie Fach- und Lifestyle-Magazinen[25][26][27].

- Über die Kooperationen Yategos wird auf entsprechenden Webpräsenzen regelmäßig berichtet, so auch beispielsweise über den Rahmenvertrag zwischen Yatego und Protected Shops[28]

- Im Oktober 2009 gaben Yatego und IP Deutschland den Einstieg Yategos in die TV-Werbung bekannt. So trat Yatego im November 2009 als Sponsor der TV-Serie Wohnen nach Wunsch – Das Haus des Fernsehsenders VOX auf.[29] Produzent des Spots ist die Werbeagentur Jung von Matt.[30]